# Santi Biagio e Carlo ai Catinari (diaconia)
Santi Biagio e Carlo ai Catinari (in latino: Diaconia Sanctorum Blasii et Caroli ad Catinarios) è una diaconia istituita da papa Giovanni XXIII il 2 dicembre 1959 con la costituzione apostolica Quos nationum.
Ne è titolare il cardinale Leonardo Sandri, prefetto emerito del Dicastero per le Chiese orientali.
Il titolo insiste sulla chiesa di San Carlo ai Catinari, nel rione Sant'Eustachio, sede parrocchiale dal XVII secolo.

## Titolari
- Arcadio María Larraona Saralegui, C.M.F. (17 dicembre 1959 - 28 aprile 1969 nominato cardinale presbitero del Sacro Cuore di Maria)
- Luigi Raimondi (5 marzo 1973 - 24 giugno 1975 deceduto)
- Giuseppe Maria Sensi (24 maggio 1976 - 22 giugno 1987 nominato cardinale presbitero della Regina Apostolorum)
- Angelo Felici (28 giugno 1988 - 9 gennaio 1999); titolo pro illa vice (9 gennaio 1999 - 17 giugno 2007 deceduto)
- Leonardo Sandri,[2] dal 24 novembre 2007